# The Impossibility of Reason
The Impossibility of Reason è il secondo album del gruppo groove metal statunitense Chimaira pubblicato nel 2003 dalla Roadrunner Records.
Nelle edizioni di alcuni paesi appare la traccia bonus "Army of Me", presente anche nella colonna sonora del film Freddy vs. Jason e in una successiva versione limitata dell'album (in cui è stato aggiunto un CD bonus intitolato "Reasoning the Impossible"). 

## Tracce
1. Cleansation - 4:07
2. The Impossibility of Reason - 3:42
3. Pictures In the Gold Room - 4:26
4. Power Trip - 2:48
5. Down Again - 4:20
6. Pure Hatred - 4:18
7. The Dehumanizing Process - 4:10
8. Crawl - 3:30
9. Stigmurder - 4:38
10. Eyes of a Criminal - 5:16
11. Overlooked - 4:10
12. Implement of Destruction - 13:30
13. Army of Me - 4:22 (bonus track)

### Reasoning the Impossible
1. Indifferent to Suffering
2. Without Moral Restraint
3. Fascination Street
4. Let Go (demo)
5. Pass Out of Existence (demo)
6. Severed (demo)
7. Forced Life (demo)
8. Dead Inside (demo)
9. Power Trip (live)
10. Cleansation (live)

## Formazione
- Rob Arnold - chitarra
- Matt DeVries - chitarra
- Andy Herrick - batteria
- Mark Hunter - voce
- Jim LaMarca - basso
- Chris Spicuzza - tastiere